# Pablo Zibes

Pablo Zibes (* 1971, Buenos Aires, Argentina) es actor y mimo.
Vive desde 1995 en Alemania.

## Biografía
Desde su adolescencia Zibes se dedica al teatro.
Su formación de actor y mimo la tuvo entre otras:
- Escuela Municipal de Arte Dramático Buenos Aires, EMAD,
- Raúl Serrano, Buenos Aires,
- Pantomima con Alberto Ivern,
- Mimo en Makal City Theater, Stuttgart, Alemania,
- Mimo en la Scuola di teatro Dimitri, Suiza[2]

## Estilo
Pablo Zibes ha desarrollado un estilo propio que combina la esencia del payaso con la expresión del mimo.
En sus inicios profesionales, trabajó como mimo callejero en distintos países de Europa y Asia, experiencia que le permitió perfeccionar su arte y que hoy se refleja en cada uno de sus espectáculos y personajes. Su sello distintivo es el contacto directo con el público, logrando una interacción espontánea y cautivadora.
Ha creado diversas figuras de pasacalle, como los living dolls y diferentes actuaciones itinerantes. Actualmente, además de presentarse en festivales, participa principalmente en eventos empresariales, donde constantemente desarrolla nuevos espectáculos adaptados a cada ocasión.
En 2011, trabajó en una serie de humor para la televisión alemana, ampliando así su repertorio artístico en el mundo audiovisual.
Desde 2021, es el creador e impulsor de KunstCaching, un innovador proyecto en Stuttgart y Karlsruhe que combina arte y tecnología a través de una búsqueda del tesoro digital con códigos QR, acercando la cultura a nuevos públicos.
Desde 2024, colabora con el ilusionista Marco Miele en el espectáculo PantoMagic, una fusión innovadora de pantomima y magia que ha sido presentada en escenarios como el Friedrichsbau Varieté.

## Premios
- 1999: Festival de Coblenza, Alemania.[7]
- 2000: Bochumer Kleinkunstpreis, Alemania.
- 2003: Grazie-Mantua Festival, Italia.